# Дойч, Андре
Андре Дойч (англ. André Deutsch; 15 ноября 1917, Будапешт — 11 апреля 2000, Лондон) — британский издатель.

## Биография
Родился в еврейской семье. Сын стоматолога. Учился в Будапеште и Вене. В 1938 году после аншлюса бежал из Австрии и в 1939 году поселился в Великобритании. Работал менеджером в Лондоне. После того, как Венгрия вступила во Вторую мировую войну на стороне немцев, в 1941 году А. Дойч был интернирован на о. Мэн.
Учился издательскому делу у Фрэнсиса Олдора, основателя издательства Aldor Publications (Лондон), с которым был интернирован на острове Мэн. Впоследствии, работал в издательской компании Nicholson & Watson. После окончания войны А. Дойч основал свою первую компанию Allan Wingate, но через несколько лет был вытеснен одним из её директоров Энтони Гиббом. В 1952 году основал издательство André Deutsch Limited.
Его небольшое, но влиятельное издательство просуществовало до 1980-х годов. Сыграл важную роль в развитии британской издательской деятельности в период с 1950-х по 1980-е годы.
Среди изданного книги Джона Апдайка, Питера Бенчли, Людвига Бемельманса, Квентина Блейка, Хелен Ханфф, Джека Керуака, Эрла Лавлэйса, Нормана Мейлера, Джорджа Микеша, В. С. Найпола, Огдена Нэша, Эндрю Робинсона, Майкла Розена, Филипа Рота, Чарльза Гидли Уиллера, Воле Шойинка, Арта Шпигельмана, Маргарет Этвуд, Леона Юриса и других.

## Награды
- Орден Британской империи (1989